# 獨立公園
獨立公園是一個位於牙買加金斯敦的體育文化園區，是為了承辦1966年大英帝國和聯邦運動會所興建的。它設有各種體育設施。體育場入口矗立著巴布·馬利的雕像。

## 國家體育場
國家體育場 （页面存档备份，存于）主要用於足球（即牙買加足協的主場），也被認為是西印度群島田徑賽事的標竿，為牙買加國家田徑隊參加奧運和大英國協運動會的主場。
設施包括：
- 400公尺国际田径联合会認證的跑道
- 500公尺混凝土自由車場
- 国际足球联合会認證的足球場
- 媒體中心
- 11個私人套房和皇家包廂。

奧運金牌得主唐·夸里的雕像矗立在體育場入口。
園區裡也矗立著包括阿瑟·温特、Herb McKenley和瑪琳·奧蒂等人的雕像。